# نيكولاس رابيو
نيكولاس رابيو هو لاعب كرة قدم إكوادوري، ولد في 17 فبراير 2004.

## وصلات خارجية
- نيكولاس رابيو على موقع قاعدة بيانات كرة القدم.إي يو (الإنجليزية)
- نيكولاس رابيو على موقع Soccerway.com (الإنجليزية)